# Hereswith
Hereswith est une princesse anglo-saxonne du VIIe siècle. Originaire de Northumbrie, elle se marie dans la maison royale d'Est-Anglie et termine sa vie à l'abbaye de Chelles, en Francie. Elle est reconnue sainte par l'Église catholique.

## Biographie
D'après l'Histoire ecclésiastique du peuple anglais de Bède le Vénérable, Hereswith est la sœur de Hilda de Whitby. Elle est donc la fille du prince Hereric, le neveu du roi Edwin de Northumbrie. Bède précise également qu'elle est la mère du roi Ealdwulf d'Est-Anglie. Les listes généalogiques de la « Collection anglienne » indiquent qu'Ealdwulf est le fils d'Æthelric, lui-même le fils d'Eni : Hereswith a donc épousé Æthelric. Ce mariage constitue vraisemblablement un moyen de consolider les bonnes relations entre les royaumes de Northumbrie et d'Est-Anglie. Le Liber Eliensis, une chronique du XIIe siècle compilée à Ely, fait à tort de Hereswith la femme du roi Anna d'Est-Anglie, le frère d'Æthelric, et la mère de Sæthryth.
Vers 647, Hilda décide de se retirer du monde et se rend en Est-Anglie, où elle envisage de quitter la Grande-Bretagne pour rejoindre sa sœur Hereswith, qui est devenue religieuse à l'abbaye de Chelles, en Francie. En fin de compte, Aidan de Lindisfarne convainc Hild de rentrer en Northumbrie. Hereswith a probablement pris le voile après la mort d'Æthelric, dont on ignore par ailleurs la date. Leur fils Ealdwulf devient roi d'Est-Anglie en 663.
Hereswith figure dans plusieurs listes de saints avec différentes fêtes : le 3 septembre, le 20 septembre, le 23 septembre ou le 1er décembre.

## Arbre généalogique
- Ælle, roi de Deira
  - Edwin, roi de Northumbrie (mort en 632 ou 633)
  - inconnu
    - Hereric
      - Hilda (vers 614-680)
      - Hereswith (morte après 647) épouse Æthelric
        - Ealdwulf, roi d'Est-Anglie (mort vers 713)